# Cicadomorpha

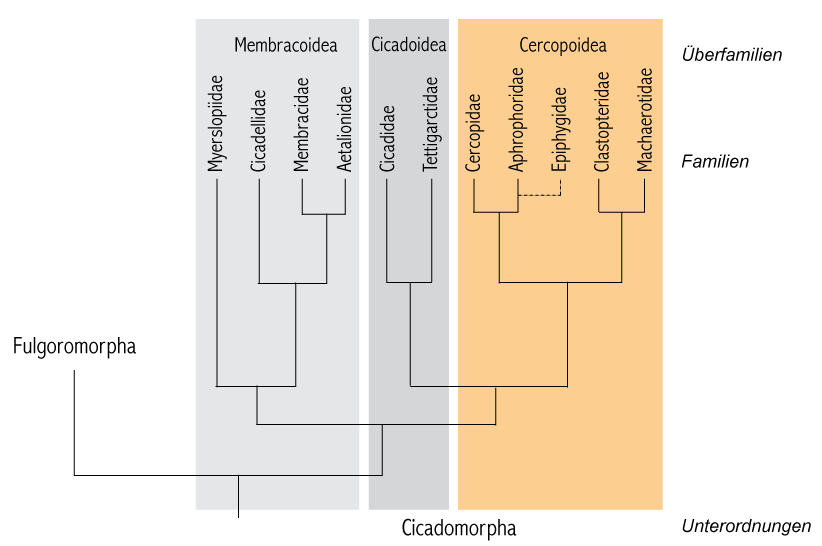
Філогенія Cicadomorpha (за Cryan, 2005)

Cicadomorpha — інфраряд цикадових комах з ряду напівтвердокрилих.

## Поширення
Cicadomorpha зустрічаються по всьому світу, окрім Арктики і Антарктики.

## Опис
Дрібні і середнього розміру напівтвердокрилі комахи, які харчуються соками рослин. Більшість комах Cicadomorpha має фільтрувальну камеру в середній кишці, яка дозволяє видаляти надлишок води з ксилеми або флоеми під час того як вони смокчуть соки рослин. Більшість представників Cicadomorpha видають звуки або вібрації, таким чином комунікуючи. Найбільш ранні скам'янілості Cicadomorpha датуються пізнім пермським періодом.

## Систематика
Налічується близько 35 тисяч описаних представників Cicadomorpha по всьому світу. Вчені виділяють 3 надродини, серед існуючих на-сьогодні Cicadomorpha:
- Cercopoidea
  - Aphrophoridae
  - Cercopidae
  - Clastopteridae
  - Epipygidae
  - Machaerotidae
  - † Procercopidae
    - Anthoscytina perpetua
- Cicadoidea[2]
  - Cicadidae
  - Tettigarctidae
- Membracoidea
  - Aetalionidae
  - Cicadellidae
  - Melizoderidae
  - Membracidae
  - Myerslopiidae
- † Hylicelloidea (Mesojabloniidae …)
  - Dunstaniidae — Mesogereonidae — Palaeontinidae (Abrocossus, Palaeontinodes daohugouensis)
- † Palaeontinoidea
- † Prosboloidea (Maguviopseidae …)
- † Scytinopteroidea (Ipsviciidae — Saaloscytinidae …)